# Кубок Андорры по футболу 2012
Кубок конституции 2012 года — двадцатый розыгрыш кубка Андорры. Соревнования начались 15 января 2012 года (отборочный раунд) и закончились 27 мая 2012 года (финал). Победителем турнира в девятый раз в истории стал клуб «Санта-Колома», обыгравший в финале клуб «Лузитанс» со счётом 1:0. Благодаря победе в кубке ФК «Санта-Колома» заработал место в первом квалификационном раунде Лиги Европы УЕФА 2012/13, где проиграл хорватскому «Осиеку» в двух матчах со счётом 0:1 и 1:3.

## Отборочный раунд
Игры отборочного раунда состоялись 15 января. В них приняли участие команды, занимающие 7—10 места после первой половины второго дивизиона андоррского чемпиона.
| Команда     | счёт | Команда             |
| ----------- | ---- | ------------------- |
| Ла Массана  | 3:1  | Атлетик (Эскальдес) |
| Принсипат B | 4:2  | Пенья Энкарнада     |

## Первый раунд
Матчи первого раунда кубка состоялись 22 января 2012 года, в них приняли участие победители отборочного раунда и команды, занимавшие 1-6 места после первой половины второго дивизиона андоррского чемпиона.
| Команда        | счёт | Команда                    |
| -------------- | ---- | -------------------------- |
| Ла Массана     | 1:3  | СО Санта-Колома B          |
| Принсипат B    | 6:4  | Энкамп                     |
| Санта-Колома B | 3:1  | Каса Эстрелла дель Бенфика |
| Экстременья    | 2:0  | Лузитанс B                 |

## Второй раунд
Матчи второго раунда кубка состоялись 29 января 2012 года, в них приняли участие победители первого раунда и команды, занимавшие 5-8 места после первых 10 туров первого дивизиона андорранского чемпиона.
| Команда                       | счёт | Команда           |
| ----------------------------- | ---- | ----------------- |
| Унио Эспортива Санта-Колома B | 2:1  | Энгордани         |
| Принсипат B                   | 0:3  | Интер (Эскальдес) |
| Санта-Колома B                | 0:7  | Принсипат         |
| Экстременья                   | 1:4  | Ранжерс           |

## Третий раунд
Матчи третьего раунда кубка состоялись 5 и 12 февраля (первый круг) и 19 февраля (второй круг), в них приняли участие победители второго раунда и команды, занимавшие 1-4 места после первых 10 туров первого дивизиона андорранского чемпиона.
| Команда                       | счёт | Команда                     | 1-й матч | 2-й матч |
| ----------------------------- | ---- | --------------------------- | -------- | -------- |
| Унио Эспортива Санта-Колома B | 2:12 | Унио Эспортива Санта-Колома | 2:6      | 0:6      |
| Интер (Эскальдес)             | 0:7  | Лузитанс                    | 0:1      | 0:6      |
| Принсипат                     | 1:9  | Сан-Жулиа                   | 0:3      | 1:6      |
| Ранжерс                       | 0:17 | Санта-Колома                | 0:7      | 0:10     |

## Полуфиналы
Полуфиналы кубка состоялись 6 и 13 мая 2012 года.
| Команда                     | счёт        | Команда      | 1-й матч | 2-й матч |
| --------------------------- | ----------- | ------------ | -------- | -------- |
| Унио Эспортива Санта-Колома | 2:3 (д. в.) | Лузитанс     | 1:1      | 1:2      |
| Сан-Жулиа                   | 0:5         | Санта-Колома | 0:3      | 0:2      |

## Финал
| 27 мая 2012 года 17:00 (UTC+02:00) | \| Лузитанс \| 0:1 \| Санта-Колома \| \| \| Голы \| 42′ Луис Филипе Пинто (автогол) \| | Комуналь д’Айшовалль, Ашаваль   |
| Лузитанс                           | 0:1                                                                                    | Санта-Колома                    |
|                                    | Голы                                                                                   | 42′ Луис Филипе Пинто (автогол) |

| Победитель Кубка конституции 2012 |
| --------------------------------- |
| Санта-Колома 9-й титул            |